# Paul Snider
Paul Leslie Snider (Vancouver, 15 de abril de 1951 - Los Ángeles, 14 de agosto de 1980) fue ex marido y mánager de la modelo de Playboy, Dorothy Stratten. Paul Leslie Snider asesinó a Dorothy Stratten y se suicidó el mismo día. Anteriormente fue notable como uno de los creadores del club masculino Chippendales.

## Biografía
Snider nació en Vancouver, en la provincia de Columbia Británica, hijo de padres judíos. A mediados de la década de 1970 fue un promotor del club nocturno y proxeneta antiguo. En 1977 conoció a Dorothy Stratten en un Dairy Queen de Vancouver, donde trabajaba a tiempo parcial mientras asistían a la escuela secundaria, y él se enamoró de ella. En 1979 él envió fotos profesionales de Stratten desnuda a la revista Playboy, y fue elegida como Playmate mensual de agosto de ese año. Snider y Stratten se mudaron a Los Ángeles y se casaron en junio en Las Vegas.
Mientras Stratten trabajaba como un conejita en el Century City Playboy Club y consiguió algunos papeles en cine y televisión, Snider tenía planes diversos para hacer dinero, incluyendo la construcción y venta de bancos de entrenamiento. Stratten ayudó a Snider financieramente a lo largo de su breve matrimonio (ya que era un canadiense sin visa de trabajo, y no se le permitió un ingreso dentro de los EE. UU.) En 1979, Snider se asoció con Steve Banerjee y el abogado Bruce Nahin para formar lo que se convertiría en el formato de club de estriptis masculino de Chippendales.
En 1980 Stratten fue nombrada Playmate del Año de Playboy y había salido en una gran película They All Laughed dirigida por Peter Bogdanovich, con quien comenzó una relación amorosa. Stratten y Snider se separaron y él contrató a un investigador privado para que la siguiera.

## Muerte
El 14 de agosto de 1980, Stratten, de veinte años, fue asesinada. La policía la encontró a ella y a su exmarido, muertos en su casa de Los Ángeles. Además, la policía encontró una escopeta al lado de ellos. Se cree que Snider asesinó a Stratten, abusó de ella y luego se suicidó con la misma escopeta.
Snider está enterrado en el cementerio de Schara Tzedeck en New Westminster, Columbia Británica, Canadá.

## Cultura Popular
Snider ha sido retratado en dos películas. La primera fue una película hecha para la televisión sobre el asesinato llamado Death of a Centerfold: The Dorothy Stratten Story (1981), protagonizada por Jamie Lee Curtis como Stratten y Bruce Weitz como Snider. Bob Fosse narra la película Star 80 (1983) que dramatiza la vida y la muerte de Stratten. Mariel Hemingway hizo de Stratten y Eric Roberts interpretó a Snider en una actuación muy aclamada.
En 2022, Dan Stevens y Nicola Peltz interpretaron a Snider y Stratten en la miniserie dramática de Hulu Welcome to Chippendales, inspirada en el libro Deadly Dance: The Chippendales Murders (2014) de K. Scot Macdonald y Patrick MontesDeOca. 
- Datos: Q3898158